# Doraemon 2: Nobita to hikari no shinden
Doraemon 2: Nobita to hikari no shinden (ドラえもん2　のび太と光の神殿) est un jeu vidéo de plates-formes sorti en 1998 sur Nintendo 64 uniquement au Japon. Le jeu a été développé et édité par Epoch.
Le jeu est inspiré du manga Doraemon. Il est le second jeu Doraemon sur Nintendo 64, précédé par Doraemon: Nobita to mittsu no seireiseki et suivi par Doraemon 3: Nobita no machi SOS!.